# Shellac
Shellac är en amerikansk musikgrupp bildad 1992, som består av Steve Albini (gitarr, sång), Bob Weston (basgitarr, sång), och Todd Trainer (trummor, sång). Bandet har klassificerats som noiserock och math rock; själva beskriver dom sig som en "minimalistisk rocktrio".

## Diskografi
Studioalbum
- At Action Park (1994)
- Terraform (1998)
- 1000 Hurts (2000)
- Excellent Italian Greyhound (2007)
- Dude Incredible (2014)

Livealbum
- Live in Tokyo (1994)

Singlar
- "The Rude Gesture: A Pictorial History" (1993)
- "Uranus" (1993)
- "The Bird Is the Most Popular Finger" (1994)
- "Billiardspielerlied" / "Mantel" (1995)
- "The Rambler Song" / "Beauteous" (1997) (delad singel Shellac / Mule)
- "Agostino" / "The Safeword" (2000) (delad singel Shellac / Caesar)

Annat
- The Futurist (1997) (självutgiven)